# Свиблово (район на Москва)
Свиблово е административен район на Североизточен окръг в Москва.